# ハイダイナミックレンジイメージ
ハイダイナミックレンジイメージ（英語: High Dynamic Range Image、ハイダイナミックレンジ画像）は、高い輝度幅（ハイダイナミックレンジ、HDR）を持つ画像のことである。デジタル画像用語。頭文字からHDRIやHDR画像とも言う。

## 解説
ハイダイナミックレンジ（HDR）画像は輝度幅が広く、実際の明るさを表現することが可能であるため、照明シミュレーションや3次元コンピュータグラフィックス（3DCG）、コンピュータゲームなどに使われている。
HDR画像で使われるHalf Float（FP16）や各色12ビットのPQカーブ（SMPTE ST 2084）は、ディザリング処理が無くてもカラーバンディングが見えないようになっている。

## 歴史
非ハイダイナミックレンジ（スタンダードダイナミックレンジ、SDR）の画像形式は、ブラウン管（CRT）のディスプレイで表示する際に十分な明暗や色のデータを持つよう設計されてきた。そのため、画像の色空間はsRGB色空間（ガンマ約2.2、黒色点輝度1cd/m2、白色点輝度80cd/m2）やRec. 709色空間（ガンマ2.4、白色点輝度100cd/m2）となっていた。1998年、Adobeはよりダイナミックレンジの広いAdobe RGB色空間（ガンマ約2.2、黒色点輝度0.5557cd/m2、白色点輝度160cd/m2）をPhotoshopに搭載し、その色空間は印刷業界で標準的に使われるようになった。なお、トーンマッピングや露光融合などによりハイダイナミックレンジデータをSDR画像形式へと詰め込むことも行われている。
一方、建築可視化や3DCGにおいては、現実の照明をコンピューター上で再現するために、現実世界の明暗（闇夜から太陽光まで）の記録が必要となった。そのため、照明シミュレーションソフトウェア「Radiance」において、独自ハイダイナミックレンジ画像であるRadiance HDR形式（*.hdr）が作られた。Radiance HDR形式は浮動小数点数を元にしているものの、その指数を赤（R）/緑（G）/青（B）の三色で共有している（RGBE方式）ため、精度の問題が存在した。一方、TIFF形式は32bit浮動小数点数画像に対応していたものの、サイズが大きいという欠点があった。インダストリアル・ライト&マジック（ILM）社は新たに16bit浮動小数点数画像（Half Float）へと対応するOpenEXR形式を開発し、1999年にそれをオープンソースとして公開した。その後、Adobeは同社のTIFF実装を拡張して、OpenEXRと同等のHalf Float画像へと対応させた。浮動小数点数を元にしたHDR画像形式はリニアガンマ（ガンマ1.0）が基本となっている。
ゲームにおいてもHDRのレンダーパイプラインが使われるようになり、テクスチャマッピングに向けてHDRテクスチャ圧縮方式のBC6H（Direct3D 11以降） / BPTC FLOAT（OpenGL 4.2以降）が登場した。ファイル形式は一般的なテクスチャと同じDDS形式やKTX形式となる。
また、フィルムのデジタル加工（デジタル・インターミディエイト）のために、フィルムの特性に合うLogガンマを用いた画像形式が登場した。CineonシステムのためにCineon形式（.cin）が作られ、それが標準化されてDigital Picture Exchange（DPX）形式となった。これらは一般的なSDR画像より輝度幅が広いものの、一般的なHDR画像より輝度幅が狭いため、ミディアムダイナミックレンジ（MDR）形式と呼ばれている。また、Logガンマをハイダイナミックレンジに適用させた形式として、Logluv TIFFが登場した。Logガンマの掛かった画像は基本的に、加工の前にルックアップテーブル（LUT）などでリニアガンマ（ガンマ1.0）へと戻す必要がある。
2010年代になると民生用のHDRディスプレイが登場し、スマートフォンにもHDRディスプレイが搭載されるようになり、HEIF形式（*.heif/*.heic）やAVIF形式（*.avif）、JPEG XL形式（*.jxl）などのHDRへと対応する一般的な画像形式が登場した。これらは知覚に基づくPQカーブ（SMPTE ST 2084）などを用いており、加工向けではなく表示向けとなっている。

## 主なHDR画像形式
Radiance HDR形式（*.hdr）
1985年にグレゴリー・ワード（Gregory Ward）により作成された、照明のシミュレーションソフトであるRadianceのレンダリングエンジンで使用された画像形式。ファイル形式としてはRGB毎に各8ビットの仮数部とし、これに8ビットの指数部（E）を加えた32ビットの浮動小数点数表現（RGBE）を画素として保持しており、これを連長圧縮で圧縮している。OpenEXRが登場するまでの間によく使用されており、現在でも多くのソフトウェアパッケージでサポートされているものの、精度が低下するためOpenEXR形式の方が望ましい。
OpenEXR（*.exr）
インダストリアル・ライト&マジック社が開発したHDR画像形式。1999年に開発され2003年にオープン標準として公開された。TIFFが標準でRGB各色32ビットの浮動小数点数表現のみだったのに対し、OpenEXRはRGB各色16ビットの浮動小数点数表現（Half Float）の形式もサポートしており、圧縮方式も連長圧縮、gzipの他、pizの3種類をサポートしている。また、2.2で非可逆圧縮形式のDWAにも対応した。
JPEG XT
JPEG画像の拡張仕様の一つであり、HDR浮動小数点画像に対応している。複数のプロファイルがある。
また、TIFF形式にも浮動小数点数のHDR画像データを入れることが可能となっている（通称「Floating Point TIFF」）。対応するかはソフトウェアにより異なる。